# Oxomemazine
Oxomemazine là thuốc kháng histamine và kháng cholinergic thuộc nhóm hóa chất phenothiazine để điều trị ho.